# Castillo de Kolossi
El castillo de Kolossi (en griego: Κάστρο του Κολοσσιού) es una antigua fortificación de la época de las Cruzadas situada en Kolossi, a 14 km de la ciudad de Limasol, en la isla de Chipre. Tuvo una gran importancia estratégica en la Edad Media, al albergar importantes instalaciones para la producción de azúcar, una de las principales exportaciones de Chipre en aquellos tiempos.
El castillo original fue construido probablemente por los cruzados en 1210, cuando el territorio de Kolossi fue cedido por el rey Hugo I a los caballeros de la Orden de Malta. El castillo actual fue construido en 1454 por los Caballeros Hospitalarios a las órdenes del comandante de Kolossi, Louis de Magnac, cuyas armas fueron talladas en los muros del castillo.
Debido a la rivalidad existente entre las facciones del Reino de Chipre, el castillo fue tomado por los caballeros templarios en 1306, pero volvió a manos de los Hospitalarios en 1313 tras la abolición de la Orden del Temple.
En la actualidad el castillo está formado por una torre de 3 plantas con un patio de 30 por 40 metros.
Al margen de por el azúcar, la zona es famosa por su vino dulce, Commandaria. En el banquete de bodas de Ricardo Corazón de León con Berenguela de Navarra, celebrado en la cercana Limasol, se cuenta que el rey se refirió a él como «vino de reyes y el rey de los vinos». Se lleva produciendo en la zona desde hace milenios, y está considerado el vino que ha sido producido durante más tiempo de forma continuada bajo un mismo nombre. La denominación "Commandaria" se utilizado durante siglos en honor de la Gran Comandancia de los templarios.

## Galería

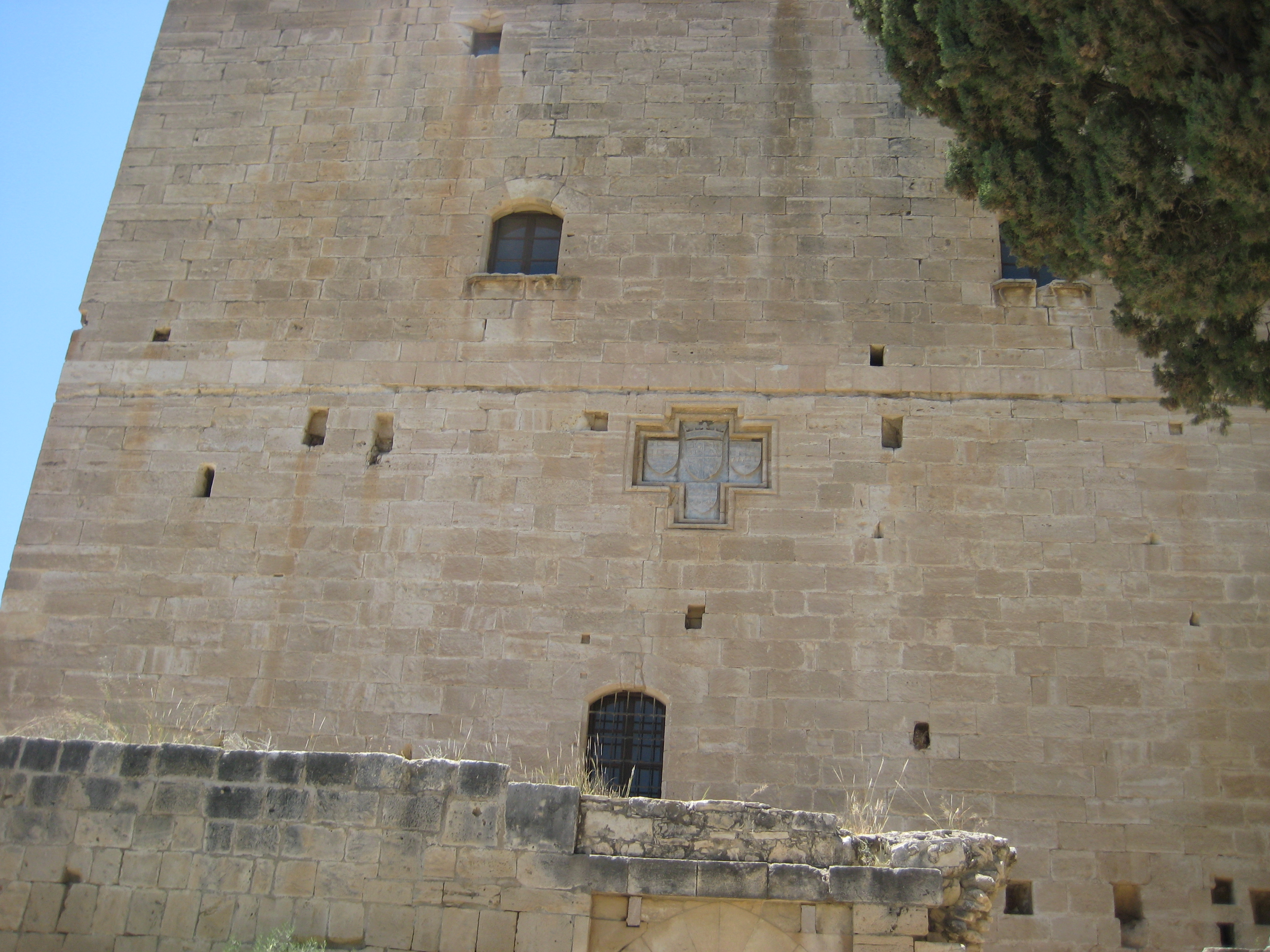
Escudo de los Lusignan en la pared del castillo.
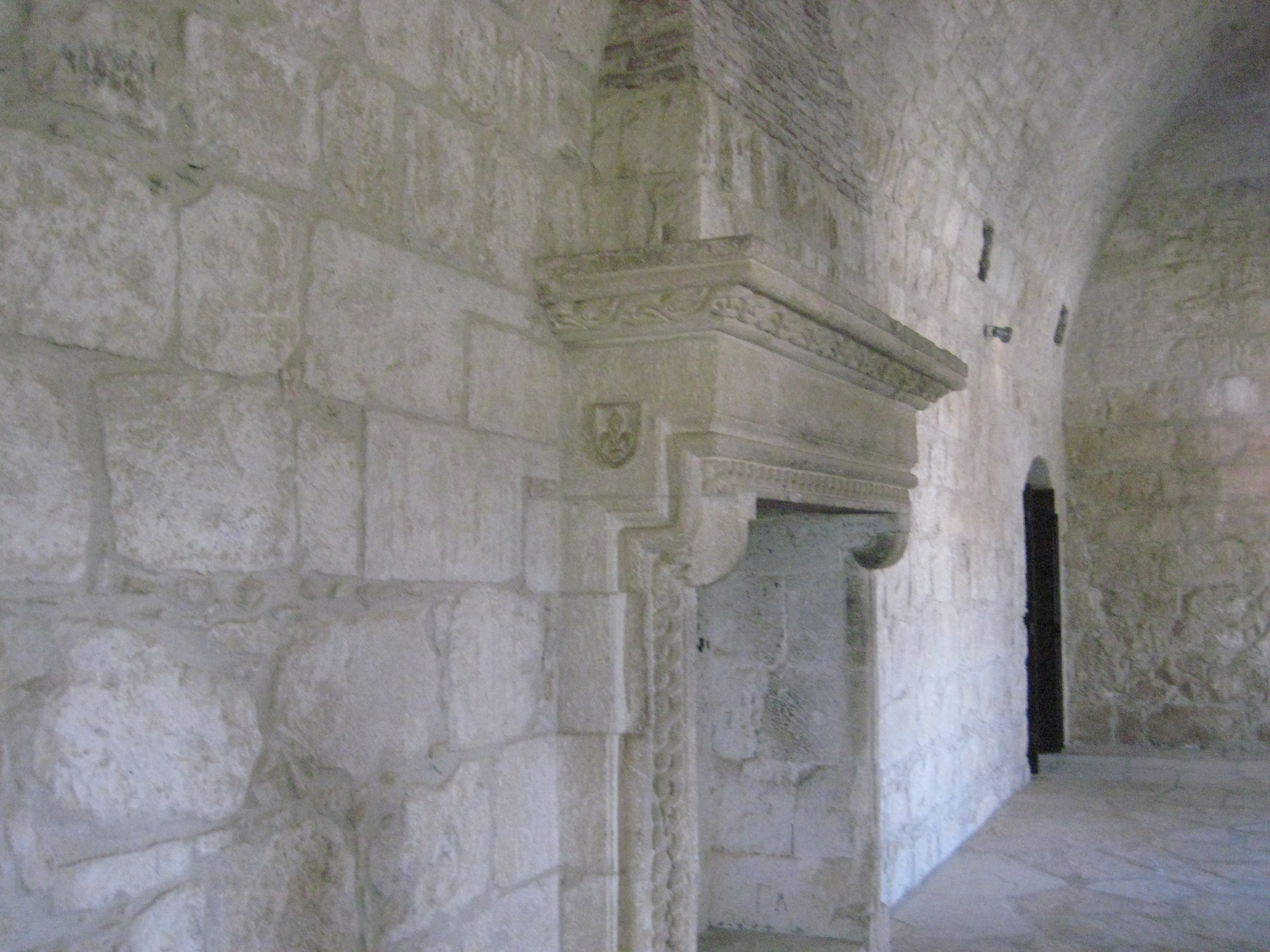
Chimenea con bajo-relieves de la flor de lis.
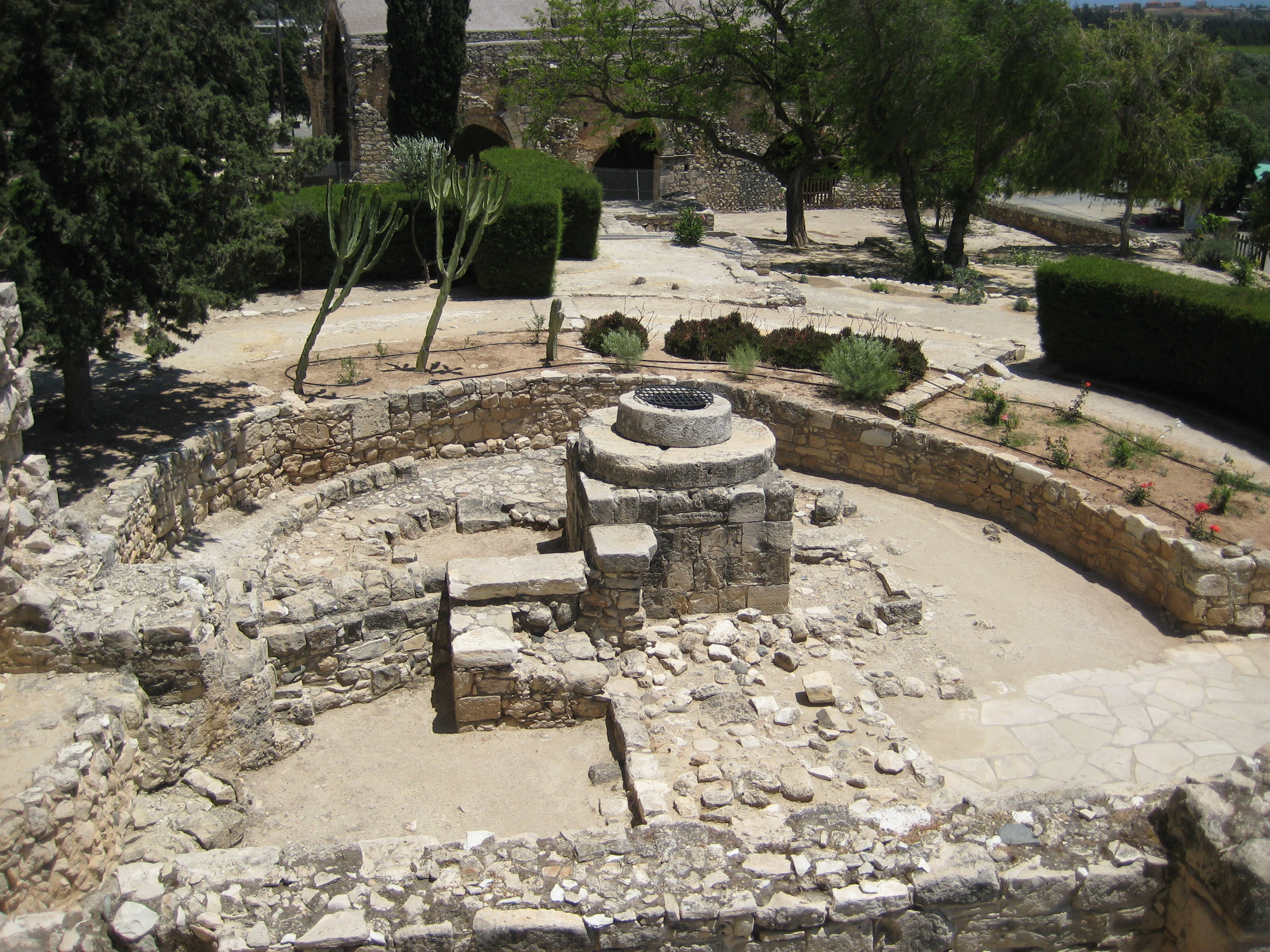
Ruinas del castillo.
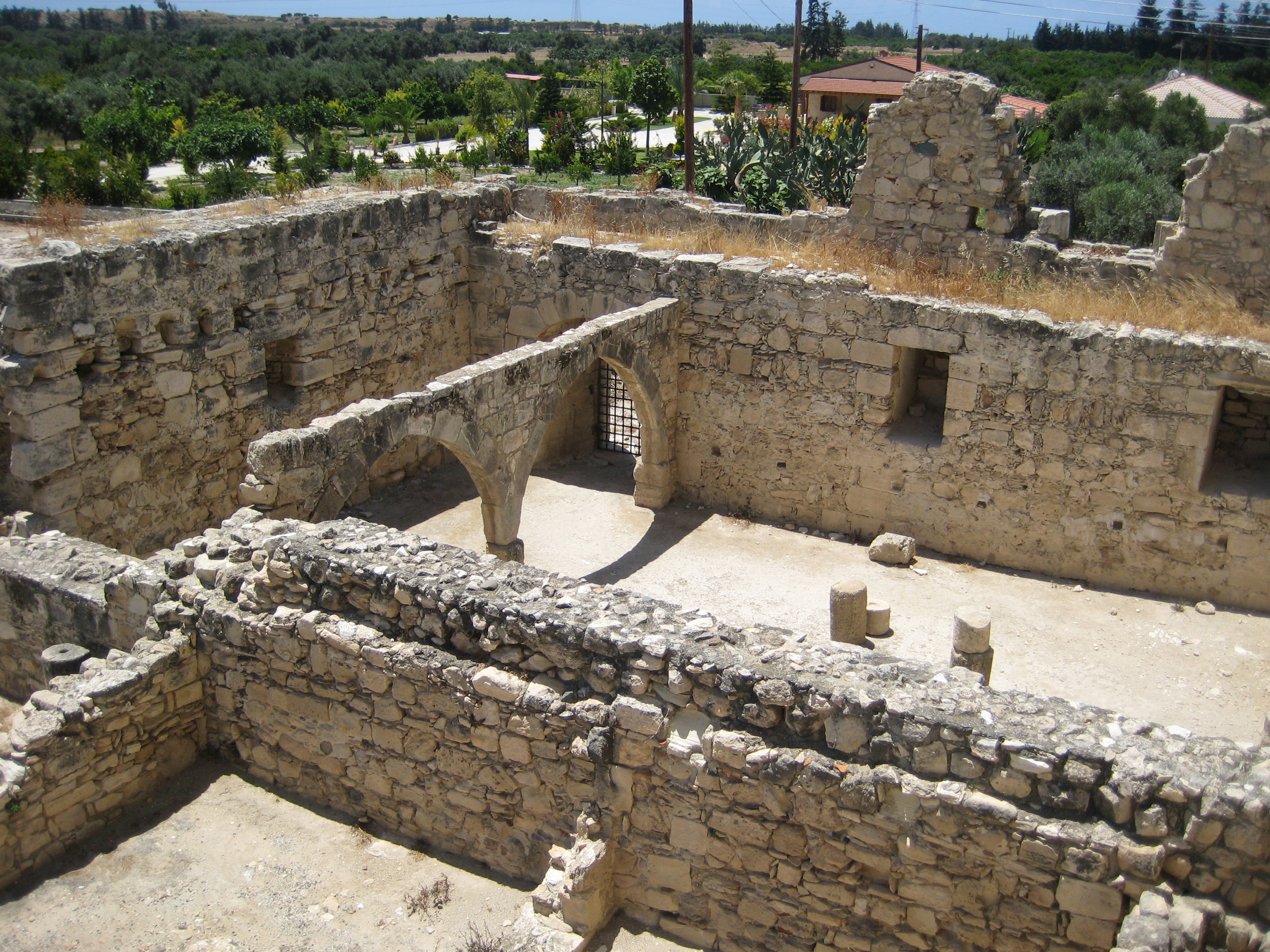
Ruinas del castillo.
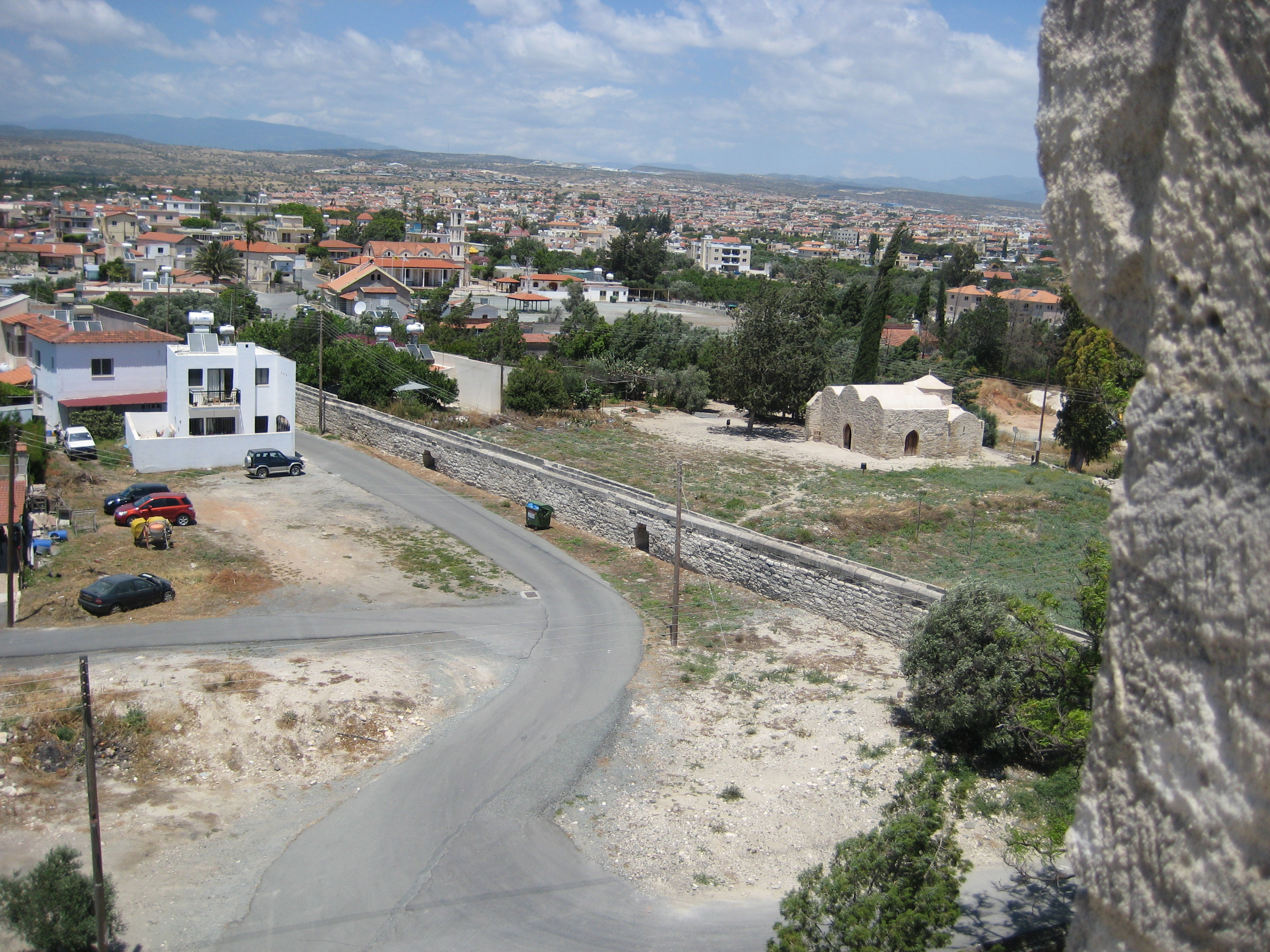
Vistas desde lo alto del castillo.
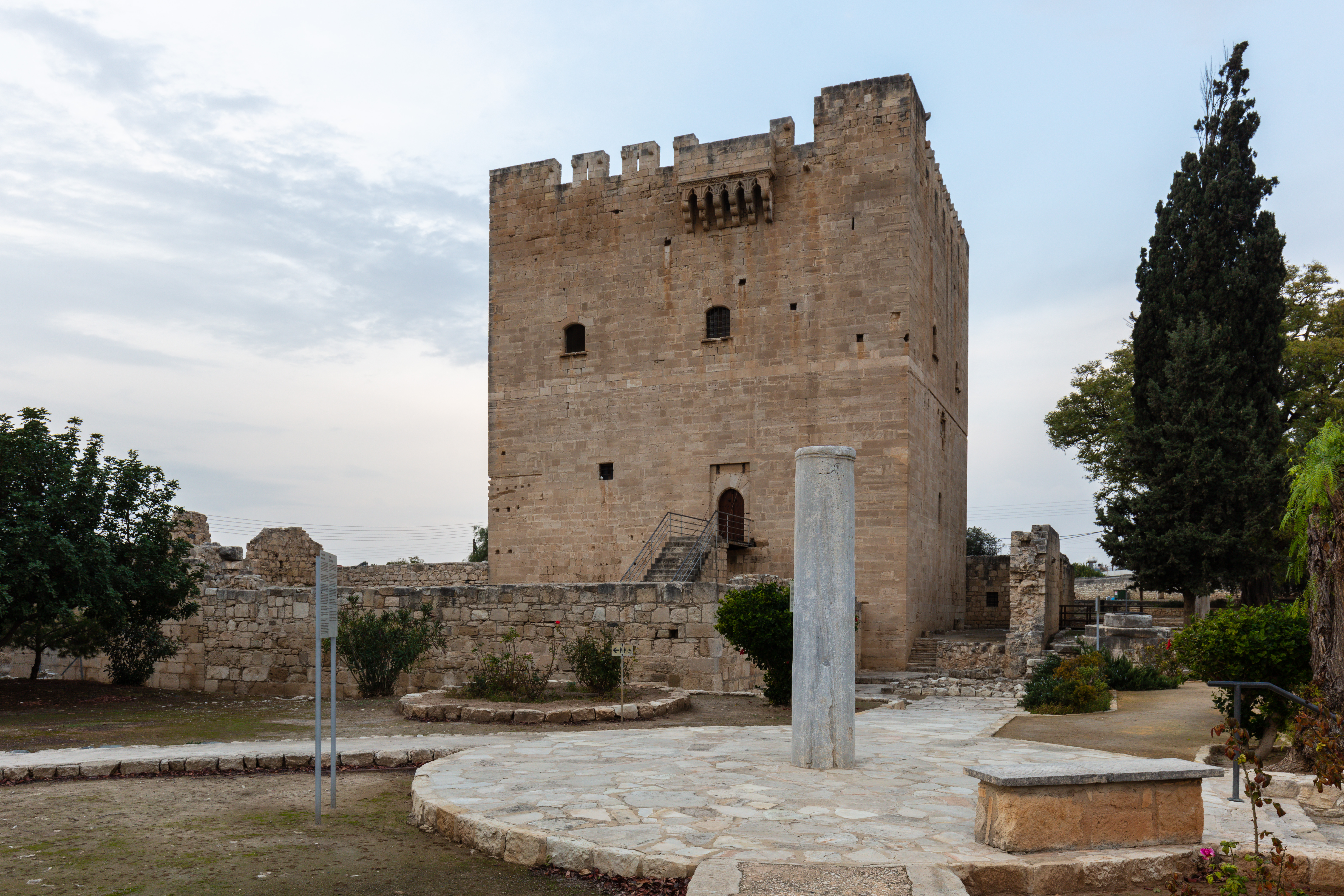
Lado sureste del castillo.
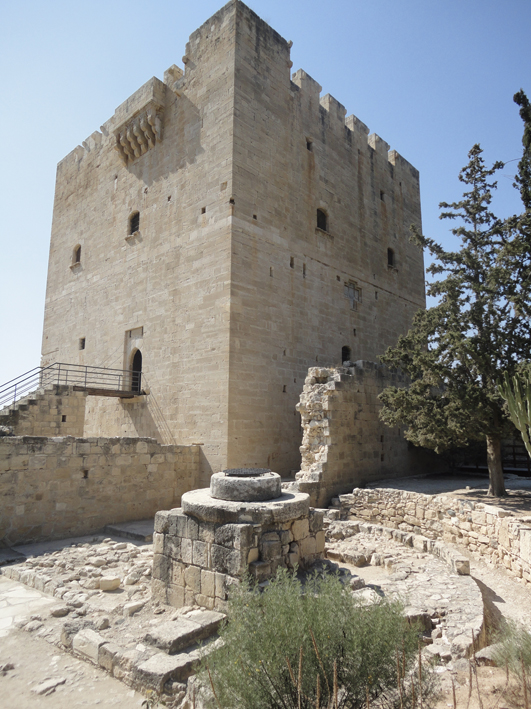
Lado sureste del castillo.
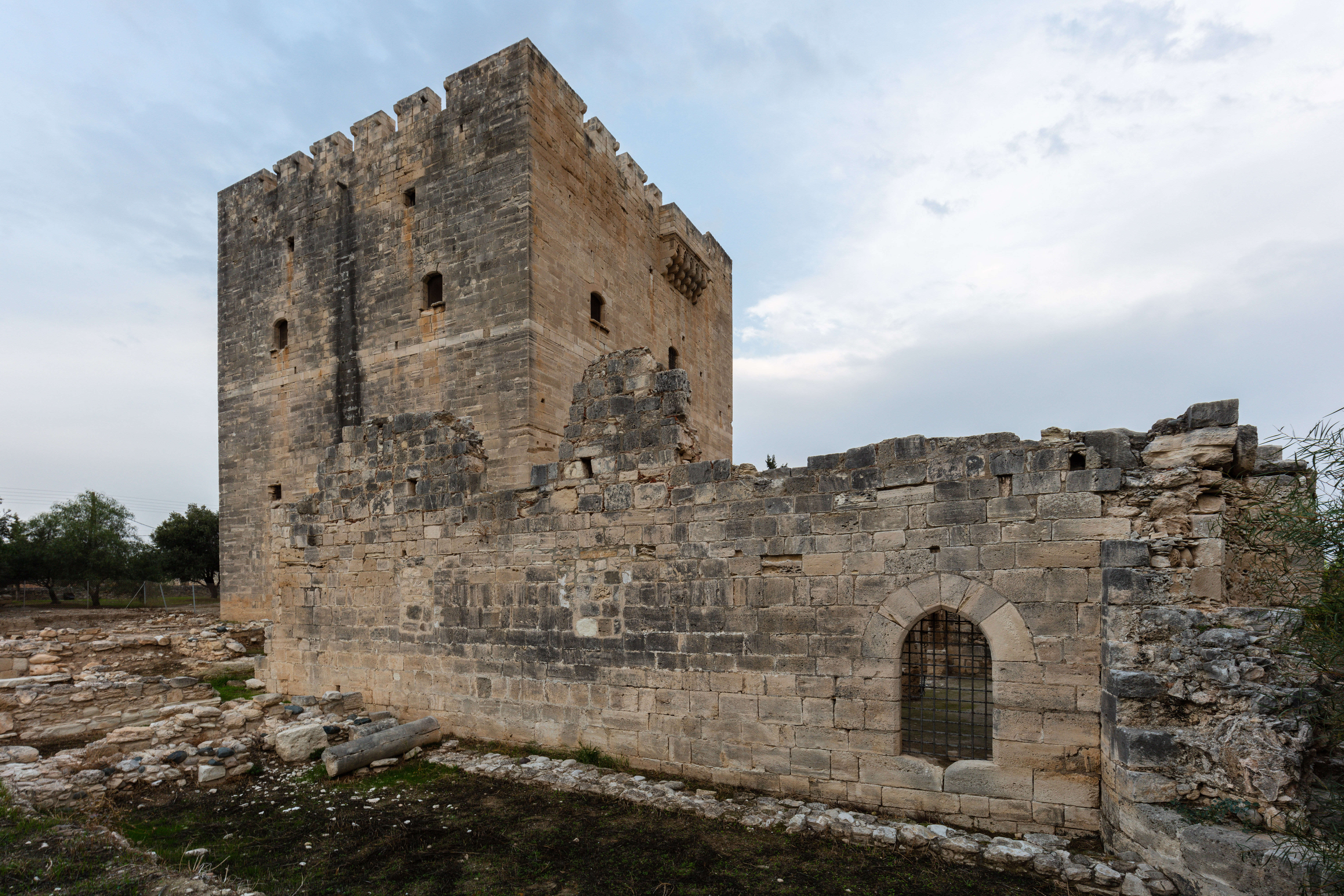
Lado oeste del castillo.
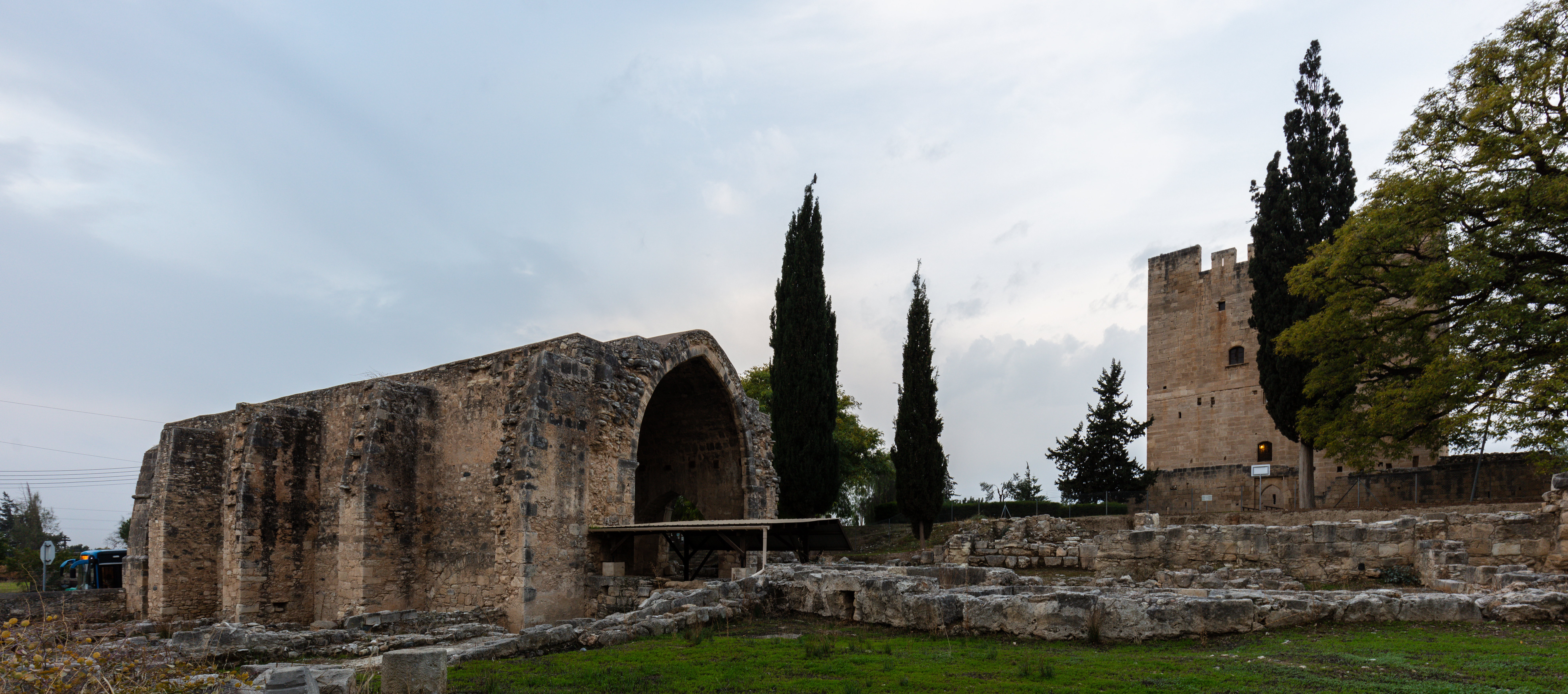
Ruinas de la fábrica azucarera.
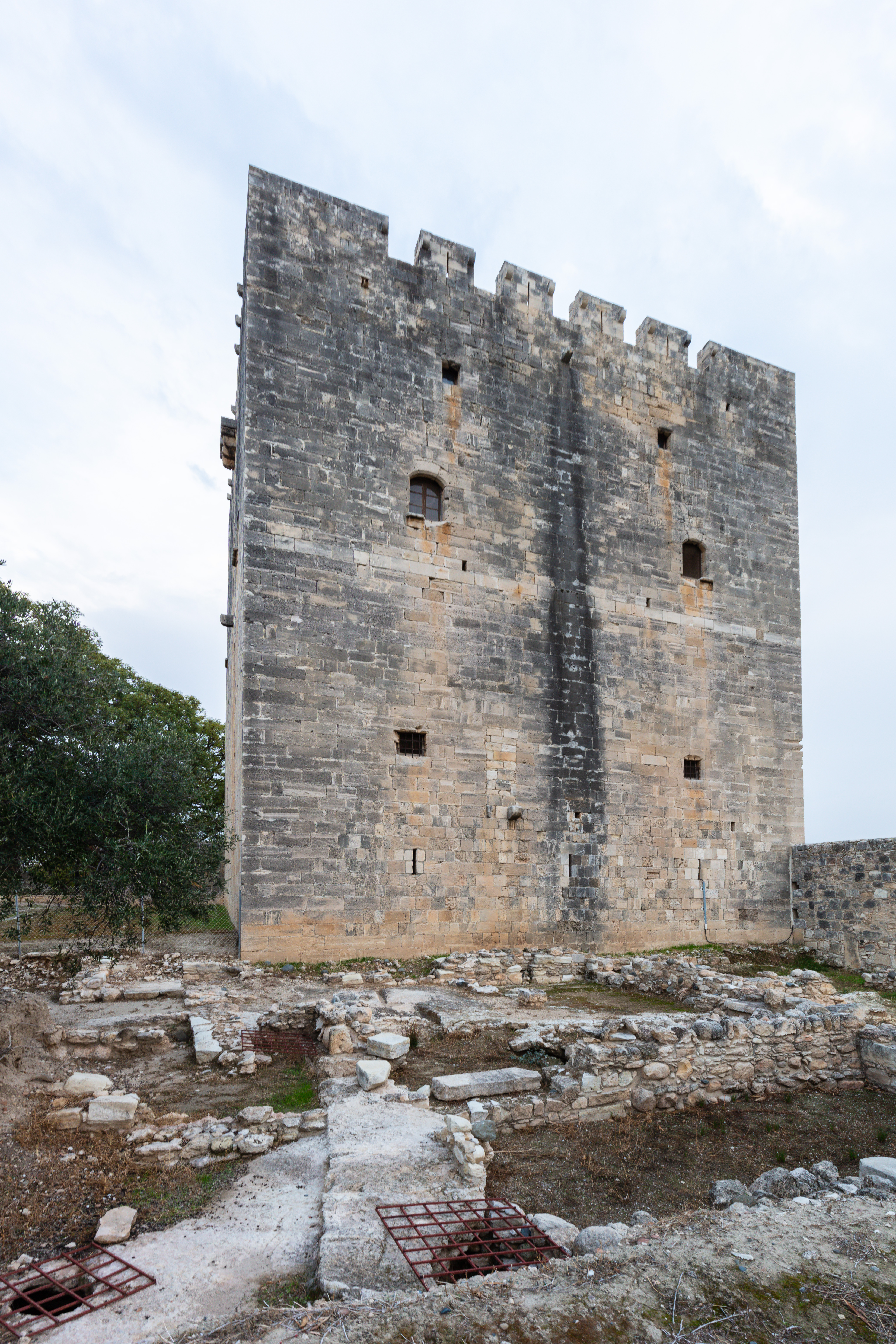
Lado este del castillo.